# Sociedade Brasileira para o Progresso da Ciência
A Sociedade Brasileira para o Progresso da Ciência (SBPC) é uma organização sem fins lucrativos voltada para o desenvolvimento científico, tecnológico, educacional e cultural do Brasil. Reúne diferentes sociedades científicas brasileiras e tem importante papel na valorização da ciência e dos cientistas brasileiros, exigindo, dos diferentes governos brasileiros, o investimento na ciência e cultura nacional.

## História
Foi fundada em 8 de julho de 1948 com o objetivo de unir o pensamento científico brasileiro, motivado na época pela chegada de grandes cientistas europeus que haviam sido trazidos ao país para implementarem as universidades brasileiras (em particular a Universidade de São Paulo (USP), que havia sido criada em 1934 na cidade de São Paulo).
O professor Jorge Americano foi o primeiro presidente da SBPC. Constam como fundadores da entidade cerca de 60 cientistas, entre os quais Mauricio Rocha e Silva, Paulo Sawaya, José Reis, Gastão Rosenfeld, José Ribeiro do Vale e F. J. Maffei.
Em diferentes períodos, a SBPC colocou-se em choque com governos em virtude de sua postura apartidária, colocando-se em defesa dos cientistas que eram afastados das universidades ou de centros de pesquisa por razões políticas.
Desde 1949, a SBPC realiza as suas Reuniões Anuais com a presença de mais de dez mil cientistas, pesquisadores, professores e estudantes de todos os níveis, em diferentes partes do Brasil. Mesmo com as dimensões continentais brasileiras, anualmente participantes de todo o país, e muitos estrangeiros, se deslocam para participar da principal reunião científica brasileira.

## Presidentes de honra
O Conselho da SBPC concede o título de presidente de honra da entidade a pessoas de notável saber que tenham prestado serviços relevantes à ciência. Já foram congratulados: Adolpho Martins Penha, Alberto Carvalho da Silva, Álvaro Ozório de Almeida, Anísio Spínola Teixeira, Carlos Chagas Filho, Aziz Ab'Saber, Carolina Martuscelli Bori, Crodowaldo Pavan, Darcy Fontoura de Almeida, Ennio Candotti, Francisco João Maffei, Francisco Mauro Salzano, Haity Moussatché, Helena Bonciani Nader, Henrich Rehinboldt, Henrique de Beaurepaire Rohan Aragão, Henrique da Rocha Lima, Ildeu de Castro Moreira, Jorge Americano, José Baeta Vianna, José Goldemberg, José Leite Lopes, José Reis, Lauro Travassos, Marco Antonio Raupp, Maurício Rocha e Silva, Miguel Ozório de Almeida, Newton Freire-Maia, Oscar Sala, Otávio Guilherme Cardoso Alves Velho, Paulo Sawaya, Ricardo de Carvalho Ferreira, Sergio Machado Rezende, Sérgio Henrique Ferreira, Sérgio Mascarenhas de Oliveira, Simão Mathias, Warwick Estevam Kerr e Wilson Teixeira Beraldo.

## Publicações
A publicação mais antiga, e vigente até hoje, é a revista Ciência e Cultura, cujo primeiro número foi publicado em 1949, meses após a criação da SBPC. Uma parceria com a Hemeroteca Digital, da Biblioteca Nacional do Brasil, permitiu a digitalização da coleção desde o seu primeiro número até o ano de 2017, num total de 456 edições, além de suplementos. A revista também pode ser acessada digitalmente no portal Scielo, com números a partir de julho de 2002 até o atual.
A revista Ciência Hoje e outros periódicos da SBPC passaram, desde 2003, à responsabilidade do Instituto Ciência Hoje. Apesar de independente em termos de estrutura jurídica, o instituto segue vinculado política e ideologicamente à entidade. Entre os 15 conselheiros do instituto, nove são indicados pela SBPC. A maioria dessas publicações está disponível online gratuitamente.

Periódicos
- Jornal da Ciência, portal de notícias

- Jornal da Ciência Especial, publicação bimestral, desde 1985
- JC Notícias (anteriormente JC E-mail), boletim diário, desde 1993
- Ciência & Cultura, desde 1949

Séries
- Cadernos SBPC
- Anais e resumos de reuniões SBPC em livro eletrônico

Especiais
- Canal Ciência — Cientistas Brasileiros Notáveis

Livros
- O Código Florestal e a Ciência: Contribuições para o Diálogo (2011)[16]
- The Brazilian Forest Code and Science: Contributions to the Dialogue (2012)[16]
- Humanistas e Cientistas do Brasil: Ciências da Vida (2015)[17]
- Humanistas e Cientistas do Brasil: Ciências Exatas (2015)[18]
- Humanistas e Cientistas do Brasil: Ciências Humanas (2015)[19]
- Embates em torno do Estado Laico (2018)[20]
- Ciência para o Brasil: 70 anos da Sociedade Brasileira para o Progresso da Ciência (SBPC) (2019)[21]
- Centenário do Eclipse de Sobral: 1919 – 2019 (2021)[22]
- Povos tradicionais e biodiversidade no Brasil – Contribuições dos povos indígenas, quilombolas e comunidades tradicionais para a biodiversidade, políticas e ameaças (2021-2022)[23]
- A SBPC e a Constituição Brasileira (2022)[24]
- Aziz Nacib Ab’Saber : Ciência, meio ambiente e cidadania (Uma homenagem ao Mestre!) (2024)[25]
- Leituras Indispensáveis 4 – Contribuições do Prof. Aziz Nacib Ab’Sáber (2024)[26]
- Carolina Bori – Psicologia, Educação e Política Científica (2025)[27]
- Ennio Candotti (2025)[28]